# Amicus Plato, sed magis amica veritas
Amicus Plato, sed magis amica veritas (лат. Платон мені друг, але істина дорожча) — латинська фраза, яку часто приписують Арістотелю (дав.-гр. Ἀριστοτέλης), як парафраза з «Нікомахової етики»: «Якщо ми обидва є друзями, є правильно надати перевагу істині». Найближчий латинський прототип віднайдено в праці Роджера Бекона (англ. Roger Bacon) Opus Majus:
Для Платона говорить: «Сократ, пане мій, мені товариш, але істина дорожча». І Арістотель говорить, що він воліє бути у згоді з істиною, ніж у дружбі з нашим майстром Платоном. Ці речі стають очевидними з життя Арістотеля, з першої книги етики та із книги таємниць.
Оригінальний текст (лат.)
Nam Plato dicit: “Amicus est Socrates, magister meus, sed magis est amica veritas.„ Et Aristotelis dicit se magis velle consentire veritati, quam amicitiae Platonis, doctoris nostri. Haec ex vita Aristotelis et primo Ethicorum, et libro Secretorum manifesta sunt.
Книга таємниць (Secretum Secretorum), на яку посилається Бекон, є псевдо-арістотелівською компіляцією, перекладеною на латину з арабської мови у XII або на початку XIII століття. Американський історик Генрі Гуерлак (англ. Henry Guerlac) вказує, що прислів'я з посиланням на Арістотеля з'являється у різноманітних варіантах у трьох різних середньовічних рукописах: двох грецьких і одному латинському. Тома Аквінський (лат. Thomas Aquinas) спирається на те ж джерело в Sententia Libri Ethicorum:
Це правда, що надання переваги друзям він виявляв у такий спосіб. Він є найбільшим другом, для якого ми повинні мати більше уваги. Хоча ми повинні товаришувати і з істиною, і з нашими близькими, ми повинні радше любити істину, тому що ми повинні любити наших близьких особливо через істину і чесноти, як буде показано у восьмій книзі (1575—1577). Тепер істина є прекрасним товаришем такого роду, з яким пов'язана данина честі. Крім того, правда є божественною справою: для цього вона створена і, головне, в богах (в часи Арістотеля, як і сократа, панував монотїзм, тобто - єдинобожжя,) . Він доходить до висновку, що таким чином, він підносить честь істини над друзями.

Андроник Періпатетик твердить, що благочестя робить людей вірними та спостережними перед Божими справами. Цієї ж логіки дотримується судження Платона, який відхиляючи думку свого вчителя Сократа, говорить, що людина повинна більше дбати про істину, ніж ні про що, і в іншому місці говорить: «Сократ товариш, але істина дорожча»; і в іншому місці: «з Сократом турбуватимешся, але мало, з правдою — багато».
Оригінальний текст (лат.)
[Quod autem oporteat veritatem praeferre amicis, ostendit hac ratione. Quia ei qui est magis amicus, magis est deferendum. Cum autem amicitiam habeamus ad ambo, scilicet ad veritatem et ad hominem, magis debemus veritatem amare quam hominem, quia hominem praecipue debemus amare propter veritatem et propter virtutem ut in VIII huius dicetur. Veritas autem est amicus superexcellens cui debetur reverentia honoris; est etiam veritas quiddam divinum, in Deo enim primo et principaliter invenitur. Et ideo concludit, quod sanctum est praehonorare veritatem hominibus amicis.

Dicit enim Andronicus Peripateticus, quod sanctitas est quae facit fideles et servantes ea quae ad Deum iusta. Haec etiam fuit sententia Platonis, qui reprobans opinionem Socratis magistri sui dixit quod oportet de veritate magis curare quam de aliquo alio; et alibi dicit: “amicus quidem Socrates sed magis amica veritas„; et in alio loco: “de Socrate quidem parum est curandum, de veritate autem multum.„] Помилка: [undefined] Помилка: {{Lang}}: немає тексту (допомога): текст вже має курсивний шрифт (допомога)

## Класичний варіант
Найближчим посиланням є слова Сократа (грец. Σωκράτης) в платонівському діалозі «Федон»:
Цицерон, навпаки, з посиланням на піфагорійців стверджує в Tusculanarum Disputationum, що він би радше волів помилитися в компанії з Платоном, ніж думати однаково з людьми, які знають істину: «Errare mehercule malo cum Platone, quem tu quanti facias, scio quam cum istis vera sentire».

## Сучасні варіанти
Ісаак Ньютон помістив на початку свого підручника для студентів «Quaestiones quaedam philosophicae» сентенцію Amicus Plato amicus Aristoteles magis amica veritas. Мігель де Сервантес популяризував цю фразу в «Дон Кіхоті» (частина II, глава 51). Леонардо Таран простежив передумови появи прислів'я Сервантеса в епонімах. Логік Альфред Тарський змінив сентенцію на Inimicus Plato sed magis inimica falsitas («Платон ворог, але брехня більший ворог»).